# 桂林号事件
桂林号事件（けいりんごうじけん、英語: Kweilin Incident）は、1938年8月24日に中国の民間旅客機が日本海軍機によって撃墜された事件。史上初めて民間航空機が敵対国の軍用機によって撃墜された事件で、乗客乗員合わせて14名が死亡した。
民間機の機長はアメリカ人で、残りの乗員乗客はすべて中国人であった。民間機が撃墜されるということは当時前代未聞のことであり、事件に対して国際的・外交的に怒りの声があがった。アメリカでは本事件が後押しとなって日中戦争において道徳的に誤っているのは日本の方だとする見方が固定化したが、中国側の嘆願をよそに、アメリカが日本に対して行動を起こすまでには至らなかった。
桂林号は後に川底から引き上げられて修理され「重慶号」と名を変えて再運用されたが、2年後再び日本軍機の攻撃に遭い撃破されている。

## 背景
事件当時の日中関係は1937年7月の盧溝橋事件以降戦火が拡大するさなかにあり、1938年6月に御前会議で漢口・広東攻略が決定され武漢作戦が開始された直後でもあって、華南一帯は日本軍側にとっては作戦地帯であった。
1938年5月末に日本軍は香港の眼前にある三灶島を占領し第六航空基地を開設していた。

## 事件の概要
中国初の民間航空会社である中国航空公司 (China National Aviation Corporation#History) 所有のDC-2「桂林号」は、1938年当時パンアメリカン航空の機長が搭乗し、運行管理もパンアメリカン航空のアメリカ人らによって行われる契約で運行されていた。事件当日は、英国領香港から武漢を経由して香港の北西およそ1200kmにある四川省成都に向かう定期便が運航予定であった。搭乗旅客数は14名で、乗員として客室乗務員、無線士の羅昭明（Joe Loh）、副操縦士の劉崇佺（Lieu Chung-chuan）、機長のヒュー・レスリー・ウッズ（Hugh Leslie Woods）の計4名（別の資料では3名）が搭乗していた。
桂林号は8月24日午前8時4分に香港を離陸、同8時30分に中国領空内に進入した。このときウッズ機長は、機長自身の見立てによれば「攻撃態勢」にある日本軍水上機8機の機影を認めた。ウッズが機体を旋回させて雲堤（土手のように長く連なった雲）の中へ回避行動をとったところ日本軍機は突如攻撃を開始、日本軍側の意図が明らかとなった。DC-2 は非武装であったためウッズは機体を急降下させて不時着可能な地形を探したが、雲の下はあぜ道が縦横に走る一面の水田地帯であった。ウッズはなんとか川を見つけ、一人の負傷者も出さず機体に傷もつけない完璧な不時着水を行った（機体は水に浮くように設計されていた）。だが乗客乗員のうち泳ぎができるのはウッズただ一人で、着水した桂林号は既に上空を旋回する日本軍機から丸見えの所まで流されていた。日本軍機が機銃掃射をかけてきたとき、川岸に使われていない小舟を見つけたウッズは川を泳いで舟を取りに向かった。泳いでいる途中何度も機銃掃射を受けたものの、弾は一発もウッズには当たらなかった。岸に着いたとき、機体はすでに下流遠くまで流されてしまっており、さらに機銃掃射によって穴だらけであったため尾翼部分を残して既に沈みかけていた。日本軍機は1時間ほど攻撃を続け、やがて現場を飛び去っていった。生存者は、ウッズと無線士の羅昭明、そして負傷した乗客の楼兆念の3名のみであった。死者には女性2名、5歳の子供と赤ん坊も含まれており、犠牲者の中には13発もの銃弾を受けたものもあった。

## 攻撃理由とその後の影響

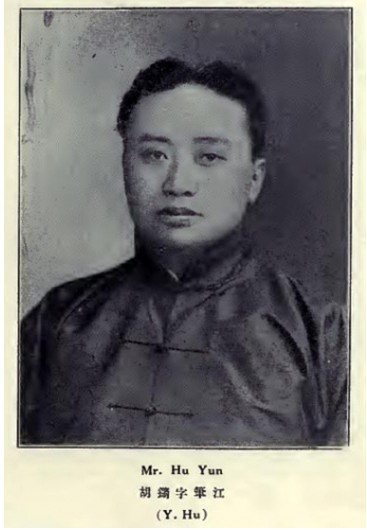
死亡した交通銀行総行董事長、胡筆江（Hu Yun）

日本軍機が桂林号を撃墜した理由は中華民国初代臨時大総統孫文の一人息子孫科を暗殺しようとしたものではないか、との見方がある。しかし、実際には孫科は桂林号に搭乗しておらず、同じ日に別の航空会社（ユーラシア航空, Eurasia/歐亞航空）の便に搭乗していた。孫科は、これを秘書が誤って別の便名を公表してしまったと釈明しているが、これは自身の身の安全のため、意図的に別の便名を公表して結果的に桂林号を犠牲にしたものではないかとも憶測された。桂林号がなぜ撃墜されたかついて、日本政府は公式には何も認めていないが、一方でこれ以降戦争空域を飛行する民間機の安全は保障しないと述べている。日本の外交当局は、挙動不審な航空機は撃墜するのではなく追尾するようにとの声明をだしている。当時の日本語新聞「香港日報 (The Hong Kong Nippo)」は、孫科は攻撃対象であったと認めたが「我らが荒鷲は（孫科を）生け捕りにするつもりである」とも報じている。

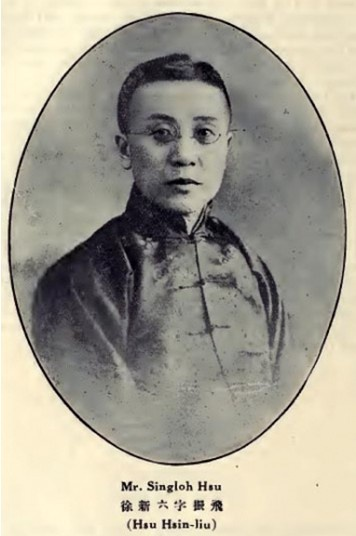
死亡した浙江興業銀行総経理、徐新六（Singloh Hsu）

この事件で、交通銀行総行董事長であった胡筆江（胡筠、Hu Yun）や、浙江興業銀行総経理の徐新六（Singloh Hsu）、中華民国中央銀行幹部の王宇楣（Wang Yumei）ら3名の著名な中国人銀行家が死亡した。中国銀行界にとっては多大な損失であった。
桂林号事件は、史上初めて民間航空機が敵対国の軍用機に撃墜された事件であったことから広く報道された。「桂林号の悲劇（"Kweilin Tragedy"）」と題されたニュース映画が話題となり香港では何週間にもわたって上映された。このニュース映画ではウッズ機長のインタビューと「バラバラになった機体、散り散りになった郵便袋、無数の弾丸を浴びた遺体」が映し出された。事件の後、中国航空公司や他の航空会社は、当時ドイツで開発された無線電波により目的地までパイロットを誘導する、現在の計器着陸装置にあたる「ローレンツ・ビーム Lorenz beam」を導入して中国上空での夜間飛行を行うようになった。。事件に対して、国際的にも怒りの声があがった。アメリカでは、本事件が後押しとなって日中戦争で道徳的に誤っているのは日本の方だとする見方が固定化したが、中国側の嘆願をよそにアメリカが日本に対して行動を起こすまでには至らなかった。
9月6日には、ドイツと中国の合弁企業欧亜航空公司の旅客機が香港から雲南省へ向かう途中柳州市付近で日本軍機の攻撃を受けるという事件も発生している。同社は桂林号事件の後、漢口へ向かう便をすべて運休していた

## 「重慶号」として

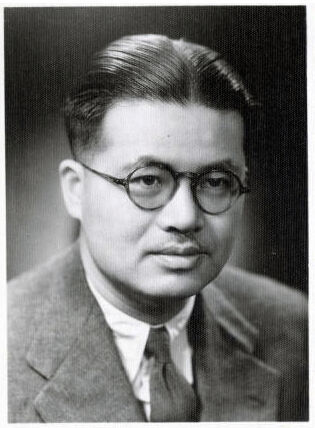
「重慶号」に搭乗して死亡した建築士・橋梁技術者の錢昌淦（Chang-Kan Chien）

事件後、桂林号は川底から引き上げられ、修繕を受けて DC-2 機体番号39 「重慶号（重慶號、重庆号）」として再度運用されることとなった。乗客が不吉に思ってこの機体を避けることの無いよう、元「桂林号」であることは伏せられた。1940年10月29日、アメリカ人機長ウォルター・"フォクシー"・ケント（ Walter "Foxie" Kent ）の操縦する、乗客9名乗員3名を乗せた重慶号は、燃料補給のため雲南省郊外にある沾益飛行場に着陸した。だがこのとき飛行場は重慶号着陸の数分前に日本軍の攻撃を受けており（機長はそれを知らなかった）、攻撃を行った戦闘機は未だ上空を旋回中であった。日本軍機は DC-2 の着陸を認め、動きを止めたところに攻撃を仕掛けてきた。最初の攻撃でケント機長が銃弾に倒れ、残された乗客乗員達は機体からの脱出を図ったが、皆機内で撃ち殺されるか、飛行場を走り抜けようとしたところに機銃掃射を浴びた。攻撃の結果、乗客7名、乗員2名の計9名が死亡、元桂林号である重慶号は爆発して炎につつまれ、二度と再び空を飛ぶことはなくなった。2年前の桂林号事件のときとは違い、第2次世界大戦の影響で民間機が攻撃を受けることは珍しくなくなっており、重慶号の事件は1週間程地元で報道されたのみで国際的な事件とはならなかった。中国航空公司にとって、日本軍の攻撃により被害を受けたのは桂林号事件に続き二度目のことであった。
重慶号の事件で死亡した錢昌淦（Chang-Kan Chien）はアメリカで教育を受けた中国人建築士であり橋梁技術者で、ビルマ公路にかかる橋の建設にも携わったが、死後中国政府はその功績によりビルマ公路の橋を「昌淦橋（Changgan Bridge）」と名付けたという。